# Neel Sethi

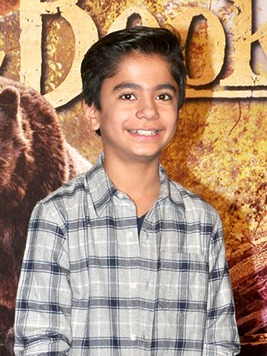
Neel Sethi (2016)

Neel Sethi (* 22. Dezember 2003 in New York) ist ein US-amerikanischer Kinderdarsteller.

## Leben und Karriere
Neel Sethi wurde am 22. Dezember 2003 als Kind indisch-stämmiger Eltern in New York geboren. Seine erste Filmrolle erhielt der Kinderdarsteller in Diwali, einem Kurzfilm aus dem Jahr 2013. Am 15. Juli 2014 erhielt er nach einer umfangreichen Suche in Neuseeland, Kanada, Indien, im Vereinigten Königreich und in den USA von Regisseur Jon Favreau und Casting-Direktorin Sarah Finn die Hauptrolle im Film The Jungle Book und damit seine erste Rolle in einem Spielfilm. Die Neuverfilmung des Disney-Zeichentrickfilmklassikers Das Dschungelbuch (1967) ist eine Mischung aus Zeichentrick- und Live-Action-Spielfilm. Sethi spielt im Film Mogli und ist damit zusammen mit  Ritesh Rajan, der seinen Vater spielt, der einzige Schauspieler, der tatsächlich im Film zu sehen ist. Der Film feierte am 4. April 2016 seine Premiere. Favreau sagte, nachdem er endlich die richtige Besetzung für Mogli gefunden hatte: „Neel hat ein enormes Talent und Charisma. Vieles liegt auf seinen kleinen Schultern, aber ich bin zuversichtlich, dass er damit umgehen kann.“

## Auszeichnungen
Kids’ Choice Award
- 2017: Nominierung in der Kategorie Best Friends Forever (The Jungle Book, gemeinsam mit Bill Murray)[6]

Saturn Award
- 2017: Nominierung als Bester Nachwuchsschauspieler (The Jungle Book)[7]

Teen Choice Award
- 2016: Nominierung in der Kategorie Choice Movie Actor: Action/Adventure (in The Jungle Book)
- 2016: Nominierung in der Kategorie Choice Movie Breakout Star (in The Jungle Book)[8]

Young Artist Award
- 2017: Nominierung als Bester Hauptdarsteller in einem Spielfilm in der Kategorie Young Actor (The Jungle Book)[9]